# Maladera frischi
Maladera frischi är en skalbaggsart som beskrevs av Keith 2011. Maladera frischi ingår i släktet Maladera och familjen Melolonthidae. Inga underarter finns listade i Catalogue of Life.